# Toy Story Toons: Partysaurus Rex
Partysaurus Rex é um curta-metragem estadunidense de animação, e o terceiro episódio da série Toy Story Toons, produzida pelos estúdios Pixar. O curta de Toy Story foi exibido nos cinemas em 2012 antes das sessões de Procurando Nemo 3D, e também na TV da Disney dos Estados Unidos. Os outros dois filmes da série Toy Story Toons são Small Fry e Hawaiian Vacation. O curta mostra Rex deixado no banheiro da casa da menina Bonnie e fazendo amizade com os brinquedos da banheira.

## Sinopse
Na trama, Rex, o simpático dinossauro de plástico, supera seus medos ao ser levado para o banheiro. Lá ele conhece os brinquedos do banho que não conseguem se mexer sem água, mas fazem a maior festa possível sempre que a banheira está cheia.

## Elenco de vozes
- Wallace Shawn como Rex[2]
- Tom Hanks como Woody
- Tim Allen como Buzz Lightyear
- Corey Burton como Captain Suds
- Tony Cox/Donald Fullilove como Chuck E. Duck[1]
- Emily Hahn como Bonnie
- Don Rickles como Sr. Cabeça de Batata
- Lori Alan como Mãe de Bonnie
- Estelle Harris como Sra. Cabeça de Batata
- John Ratzenberger como Porquinho
- Mark Walsh como Drips a Baleia
- Timothy Dalton como Espeto[1]
- Joan Cusack como Jessie[1]
- Sherry Lynn como Cuddles o Crocodilo
- Lori Richardson como Babs o Polvo

## Música
O artista eletrônico Brian Transeau compôs a música para o curta. Ele disse em uma entrevista: "Estou no meio da produção de um filme para a Pixar agora. É um curta de Toy Story, e eu não estou autorizado a contar toda a história, mas, literalmente, é como uma rave de Toy Story, e eu não estou de brincadeira. É como se os brinquedos entrassem em todas essas travessuras como se fosse altos agitos numa balada, essas coisas. Então, isso não e muito a cara da Pixar, mas de um jeito realmente histérico, todo mundo ri pra valer quando o assiste. É realmente emocionante trabalhar com esses caras".
A música da curta, intitulado "Partysaurus Overflow", foi lançada como download digital em 19 de novembro de 2012, no iTunes e na Amazon. Ao lado de Transeau, na arte da capa também é creditado o produtor de dança eletrônica Au5.

## Recepção
O curta foi bem recebido. Ben Kendrick do The Christian Science Monitor disse que Partysaurus Rex é "facilmente o spin-off mais agradável da franquia até o momento."